# 秘密警察
秘密警察亦稱政治警察，其組織包括非軍事情報機構及國家安全機構。人員通常以秘密的方式執勤，針對國內威脅，以保障统治者或國家安全為目標的警察。
秘密警察的基本目標不是維持法律，而是以特殊目的維持某地區秩序、安全或思想審查，在一般的民主國家中僅限軍事相關，權限才會擴大。但在專制政權中，秘密警察有時候會被用作政治迫害的工具（監視政敵）。在不同的時代及國家，他們的名義、功用並不相同。秘密警察常作為國家恐怖主義的行使人，監控人民思想、人身罪行、秘密未經審判處刑及刑求犯下許多反人類罪行。有顯著秘密警察活動的國家，常稱警察國家。另一種則是潛入敵方的內部，進行資料蒐集及暗殺等行動，一般稱為臥底。

## 相關組織
- 中国大陆：
  - 漢朝：詔獄、繡衣使者
  - 三國：校事
  - 北魏、隋朝：內外侯官
  - 唐朝：察事廳子、麗景門別獄（來俊臣時）
  - 後漢、後周：侍衛司
  - 宋朝：走馬承受、皇城司探事司

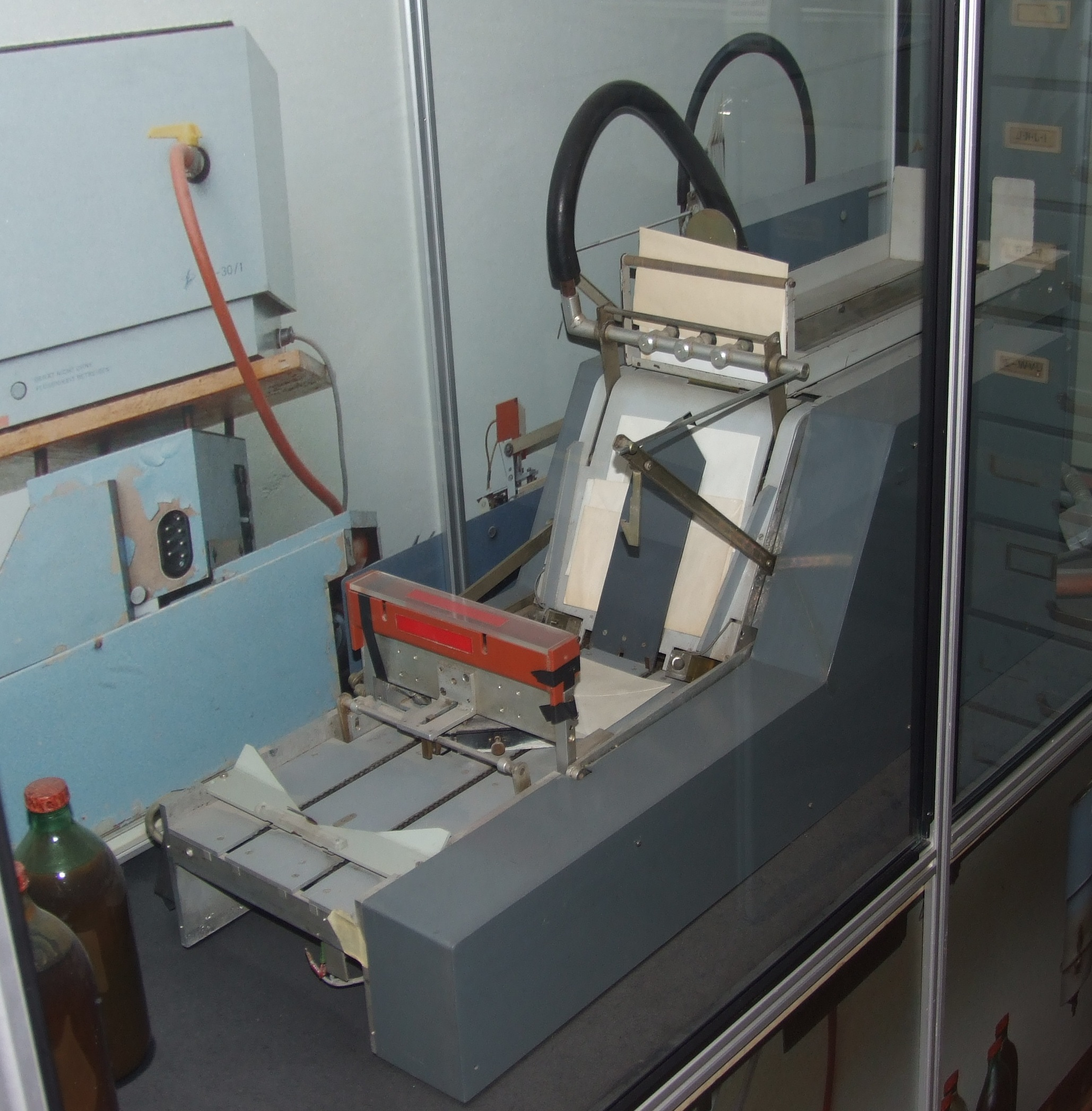
东德史塔西在检查信件后使用的重新糊口机

  - 明朝：檢校、廠衛（東廠、西廠、內行廠、錦衣衛）
  -  大清：尚虞備用處（俗稱黏竿處）、軍機處、御史
  -  中華民國大陸時期：中统局（后改称「黨員通訊局」）、军统局（后改称「保密局」）
    -  汪精衛政權：特工總部（俗稱極司非爾路76號、七十六號）

  -  中华人民共和国：中华人民共和国国家安全部、公安部国内安全保卫局、610辦公室、中共中央調查部、中共中央政法委員會、總參二部
- 台湾：
  -  日治時期：特別高等警察（已废止）、憲兵（已废止）
  -  中華民國：台灣警備總司令部（已废止）、國家安全局、法務部調查局
- 香港：中華人民共和國中央人民政府駐香港特別行政區維護國家安全公署、香港警務處國家安全處
  -  英屬香港時代：皇家香港警察政治部
- 澳門：澳門特別行政區維護國家安全委員會（目前由澳門司法警察局執法）
- 日本：
  - 平氏政權：禿童（かむろ）
  - 鎌倉時代至江戶時代：忍者
  - 江戶時代：側眾（日语：側衆）、御庭番
  - 幕末和蝦夷共和國：新選組
  - 帝國時代：憲兵、特別高等警察
  - 現代：內閣情報調查室、公安調查廳、公安警察
- ：大韓民國國家情報院
- ：国家保卫省
- 以色列：情報特務局（俗稱摩薩德）·國家安全局（俗稱辛貝特）
- 美国：戰略情報局（二戰時期）、中央情报局、国家安全局、联邦调查局
- 英国：軍事情報局（軍情五處、軍情六處、軍情七處（英语：MI7）（二戰時期））
- 法國：對內安全總局、對外安全總局
- 德国：德國聯邦憲法維護廳、聯邦情報局
  -  納粹德國：党卫队、秘密國家警察（俗稱盖世太保）、衝鋒隊、親衛隊、阿勃維爾
  -  东德：國家安全部（俗稱史塔西）
- 俄羅斯：俄羅斯聯邦安全局
  -  俄羅斯沙皇國：特轄區管
  -  俄罗斯帝国（沙俄）：公共安全与秩序保卫部
  -  苏联：全俄肅反委員會（契卡）、總參謀部情報總局（格鲁乌）、國家安全委員會（克格勃，KGB）、內務人民委員部、国防人民委员部反间谍总局（施密尔舒）(克格勃第三总局前身)
- 白俄羅斯：白俄羅斯共和國國家安全委員會
- ：土庫曼國家安全部（英语：Ministry for National Security (Turkmenistan)）
- ：國家安全委員會（KNB）
- ：烏茲別克國家安全局（英语：State Security Service (Uzbekistan)）
- ：國家安全委員會
- ：亞塞拜然國家安全部
- 羅馬尼亞：羅馬尼亞秘密警察
- 保加利亚：保加利亞國家安全委員會（英语：Committee for State Security (Bulgaria)）
- 匈牙利
  -  匈牙利人民共和国：匈牙利國家保安局、內務部第三司（英语：Ministry of Internal Affairs III）
- 乌克兰：烏克蘭國家安全局
- 柬埔寨：柬埔寨国防部情报局、柬埔寨王国國家陆军情报局、柬埔寨王国國家宪兵情报局、柬埔寨王国洪森警卫队情报局
  -  民主柬埔寨：桑德巴尔
- 緬甸：特別調查局（英语：Bureau of Special Investigation）
- 西班牙：長槍黨、政社旅（西班牙语：Brigada Político-Social）（佛朗哥主政時期）
- 義大利：AISI、对外情报与安全局、DIS（英语：Dipartimento delle Informazioni per la Sicurezza）、CISR、CII
  -  義大利王國：Servizio Informazioni Militare（英语：軍事資訊勤務處）、OVRA、法西斯黨黑衫軍（墨索里尼主政時期）
- 葡萄牙：國家安全警備總署（薩拉查主政時期）
- 土耳其：特別組織（鄂圖曼帝國末期）、土耳其國家安全局（英语：National Security Service (Turkey)）（已裁撤）、土耳其國家情報局
- 巴基斯坦：三軍情報局
- 伊朗：巴斯基、伊朗情報與國家安全部
  -  伊朗王国：薩瓦克
- 阿拔斯帝國：舒爾塔（英语：Shurta）
- 阿拉伯世界：穆哈巴拉特（英语：Mukhabarat）
  -  沙烏地阿拉伯：沙特調查總局
  -  叙利亚：政治安全局、情報總局、軍事情報局、空軍情報局
- 阿尔及利亚：情報與安全部（英语：Département du Renseignement et de la Sécurité）
- 越南：越南公安部、越南國防部國防情報總局
  -  越南民主共和國：中央研究機構、越南勞動黨南方局
  -  越南共和国：中央情報局、軍事安全局、戰略技術局、研究和文件辦公室、情報局
- 古巴：鎮壓共產主義活動局（英语：Bureau for the Repression of Communist Activities）（巴蒂斯塔主政時期）、古巴情報總局（英语：Dirección de Inteligencia）
- 委內瑞拉：委內瑞拉國家安全局（英语：Dirección de Seguridad Nacional）（已廢止）、玻利瓦爾國家情報局（英语：Bolivarian Intelligence Service）
- 阿尔巴尼亚：西古里米（霍查主政時期）、SHISH（英语：SHISH）、SHIK（英语：SHIK）
- 衣索比亞：中央革命捜査局（CRID）
  -  埃塞俄比亞帝國：Nech-Lebash
  -  衣索比亞人民民主共和國：MPCA
- ：Hagerawi Dehnet
- 阿富汗：國家信息服務部（KHAD）
- 菲律賓：軍事情報和安全小組（英语：Metrocom Intelligence and Security Group）（馬可仕主政時期）、菲律賓國家情報調節局
- 印度尼西亞：恢復安全與秩序行動司令部（英语：Kopkamtib）、國家穩定與協調局（蘇哈托主政時期）
- 马来西亚：馬來亞安全局（英语：Malayan Security Service）、馬來西亞特別部門、國防人員情報部門、皇家情報部隊（Kor Risik DiRaja）、軍事情報部門、馬來西亞武裝部隊、總理事務部研究部（馬來西亞對外情報組織）、首席政府安全辦公室（CGSO）
- 新加坡：ICA移民厅、国防部、新加坡內部安全局、新加坡保安與情報司
- 加拿大：加拿大安全情報局
- 墨西哥：墨西哥聯邦安全局（西班牙语：Dirección Federal de Seguridad (México)）、墨西哥國土安全和調查中心（西班牙语：Centro de Investigación y Seguridad Nacional）、墨西哥國家情報中心
- 巴西：信息作戰支隊-內防作戰中心（葡萄牙語：DOI-CODI）
- 阿根廷：情報秘書處（西班牙语：Secretaría de Inteligencia）
- 智利：智利國家情報局（皮諾契特主政時期）
- 秘魯：秘魯國家情報局（英语：National Intelligence Service (Peru)）（藤森主政時期）
- ：多明尼加軍事情報局（西班牙语：Servicio de Inteligencia Militar）（特魯希略主政時期）
- 海地：國家安全志願軍（杜華利主政時期）
- 尼加拉瓜：國土安全辦公室（OSN）、國家安全總局（DGSE）（蘇慕薩主政時期）、情報事務局（DAI）
- ：國家調查和情報局（DNII）
- 乌干达：國家偵查委員會（英语：State Research Bureau (organisation)）（伊迪·阿敏主政時期）、內部安全組織（英语：Internal Security Organisation）
- 喀麦隆：混合行動旅（英语：Brigade Mixte Mobile）
- ：國家安全局（ANS）
- 赤道几内亚：國土安全部（DSN）
- 辛巴威：中央情報組織（英语：Central Intelligence Organisation）